# Сотенна старшина
Со́тенна старши́на — військова і цивільна адміністрація сотні. Була ланкою полкової адміністрації та підлягала владі полковника (лише в поодиноких випадках деякі сотні безпосередньо підпорядковувалися гетьману). Очолював сотенну старшину сотник, а до її складу входили сотенні писар, осавули, хорунжий.
Обов'язки сотенної старшини повторювали обов'язки полкової старшини, однак тільки у масштабах сотні. Серед таких обов'язків можна виокремити: складання реєстрів (компутів) козаків сотні, відання сотенною артилерією (якщо така була в наявності), озброєнням та спорядженням козаків, організація оборони сотні.
Сотенна старшина почала формуватися з часу поділу в полків на сотні. Як військові формування вони виникли ще у XVI ст., але як адміністративні одиниці сотні сформувалися десь між 1616 та 1620 р. Під 1618 р. вже згадуються сотенні підрозділи у Гадячі, Кропивні, Лубнах, Миргороді, Переяславі, Полтаві та Прилуках. Скасування сотенної старшини було пов'язано з ліквідацією російським урядом залишків автономії на українських землях.